# Czarne (województwo zachodniopomorskie)
Czarne – wieś sołecka w Polsce położona w województwie zachodniopomorskim, w powiecie gryfickim, w gminie Płoty.
W latach 1975–1998 miejscowość administracyjnie należała do województwa szczecińskiego.
W 2002 roku wieś liczyła 36 budynków (29 mieszkalnych), w nich 50 mieszkań ogółem, z nich 50 zamieszkane stale. Z 51 mieszkań zamieszkanych 10 mieszkań wybudowano przed 1918 rokiem, 30 — między 1918 a 1944 rokiem, 6 — między 1945 a 1970, 2 — między 1971 a 1978, 1 — między 1979 a 1988 i 2 — między 1989 a 2002, łącznie z będącymi w budowie.
Od 203 osób 66 było w wieku przedprodukcyjnym, 77 — w wieku produkcyjnym mobilnym, 39 — w wieku produkcyjnym niemobilnym, 21 — w wieku poprodukcyjnym. Od 155 osób w wieku 13 lat i więcej 1 miał wykształcenie wyższe, 27 — średnie, 36 — zasadnicze zawodowe, 79 — podstawowe ukończone i 12 — podstawowe nieukończone lub bez wykształcenia.

## Ludność[2]
W 2011 roku wo wsi żyło 212 osób, z nich 109 mężczyzn i 103 kobiet; 61 było w wieku przedprodukcyjnym, 85 — w wieku produkcyjnym mobilnym, 44 — w wieku produkcyjnym niemobilnym, 22 — w wieku poprodukcyjnym.

## Zabytki
- park dworski, XIX, nr rej.: A-1634z 27.10.1952, pozostałość po dworze.